# Mutillinae
Mutillinae (лат.) — подсемейство ос-немок (Бархатные муравьи, Velvet ants, Mutillidae), крупнейшее по числу видов в мировой фауне.

## Описание
Самки бескрылые, самцы — крылатые. Самцы обычно крупнее самок. У самцов 13-члениковые усики, у самок — 12-члениковые. Самцы черные или бурые, часто с ржаво-красными склеритами груди; самки же окрашены ярче, обычно с ржаво-красной грудью. Тело в густых черных и светлых волосках, которые на тергитах брюшка часто образуют рисунок, особенно у самок.

## Биология
Осы-немки никогда не строят собственных гнёзд и паразитируют в гнёздах пчёл, сфекоидных и складчатокрылых ос, реже — других насекомых (мух Diptera, Coleoptera, Lepidoptera, Blattodea). Самка осы-немки пробирается в чужое гнездо и откладывает яйца на личинок хозяина, которыми кормятся их собственные личинки. Обладая длинным жалом, немки успешно защищаются от ос и пчел и даже наносят сильные ужаления человеку (боль проходит только спустя несколько часов).

## Распространение
Преобладают в пустынных и засушливых областях. В Палеарктике встречается более 300 видов из 30 родов (Лелей, 2002). В фауне бывшего СССР около 100 видов, 14 родов (Лелей, 1985).

## Классификация
Более 70 родов (главным образом в Афроропике). В Палеарктике выделяют 4 трибы, около 30 родов и около 300 видов (Manley and Pitts 2002), из которых свыше 100 видов (42 вида в СССР) приходится на крупнейший род Smicromyrme.
- Mutillinae Latreille, 1802
  - Триба Mutillini Latreille, 1802
    - Barymutilla André, 1901
    - Ctenotilla Bischoff, 1920
    - Hadrotilla Bischoff, 1920
    - Macromyrme Lelej, 1984
    - Mutilla Linnaeus, 1758
    - Nanomyrme Lelej, 1977
    - Odontomutilla Ashmead, 1899
    - Ronisia Costa, 1858
    - Spinulotilla Bischoff, 1920
    - Strangulotilla Nonveiller 1978
    - Tropidotilla Bischoff, 1920

  - Триба Smicromyrmini Bischoff, 1920
    - Acanthomutilla Nonveiller, 1995
    - Allotropidia Nonveiller, 1996
    - Amblotropidia Nonveiller, 1995
    - Andreimyrme Lelej, 1995
    - Antennotilla Bischoff, 1920
    - Arcuatotilla Nonveiller, 1998
    - Aureotilla Bischoff, 1920
    - Bisulcotilla Bischoff, 1920
    - Carinotilla Nonveiller, 1973
    - Cephalotilla Bischoff, 1920
    - Chaetomutilla Nonveiller, 1979
    - Chrysotilla Bischoff, 1920
    - Corytilla Arnold, 1956
    - Ctenoceraea Nonveiller, 1993
    - Curvitropidia Nonveiller, 1995
    - Dentilla Lelej, 1980
    - Dolichomutilla Ashmead, 1899
    - Ephutomma Ashmead, 1899
    - Glossotilla Bischoff, 1920
    - Guineomutilla Suárez, 1977
    - Gynandrotilla Arnold, 1946
    - Hildbrandetia Özdikmen, 2005
    - Lobotilla Bischoff, 1920
    - Lophotilla Bischoff, 1920
    - Mickelomyrme Lelej, 1995
    - Mimecomutilla Ashmead, 1903
    - Montanomutilla Nonveiller, 1979
    - Nemka Lelej, 1985
    - Nuristanilla Lelej, 1980
    - Paglianotilla Lelej, 2006
    - Peringeyotilla Nonveiller & Ćetković, 1997
    - Physetopoda Schuster, 1949
    - Pristomutilla Ashmead, 1903
    - Promecilla André, 1903
    - Psammotherma Latreille 1825
    - Pseudocephalotilla Bischoff, 1920
    - Rasnitsynitilla Lelej, 2006
    - Seriatospidia Nonveiller & Ćetković, 1996
    - Sinotilla Lelej, 1995
    - Skorikovia Ovchinnikov, 2002
    - Smicromyrme Thomson, 1870
    - Spinulotilla Bischoff, 1920
    - Strangulotilla Nonveiller, 1979
    - Sulcotilla Bischoff, 1920
    - Sylvotilla Viette, 1978
    - Tuberocoxotilla Nonveiller, 1980
    - Tsunekimyrme Lelej, 1995

  - Триба Petersenidiini Lelej, 1996
    - Artiotilla Invrea, 1950
    - Glossotilla Bischoff, 1920
    - Orientidia Lelej, 1996
    - Petersenidia Lelej, 1992
    - Taiwanomyrme Tsuneki, 1993

  - Триба Trogaspidiini Bischoff, 1920
    - Arkaditilla Okayasu, 2021
    - Dentotilla Nonveiller, 1977
    - Eotrogaspidia Lelej, 1996[1]
    - Indratilla ceylonica Lelej, 1993
    - Lobotilla Bischoff, 1920
    - Neotrogaspidia Lelej, 1996[2]
    - Radoszkowskius Ashmead, 1903
    - Spinulomutilla Nonveiller, 1994
    - Timulla Ashmead, 1899
    - Trispilotilla Bischoff, 1920
    - Trogaspidia Ashmead, 1899
    - Vanhartenidia Lelej, 2006
    - Zavatilla Tsuneki, 1993

  - и другие рода

## Фотогалерея

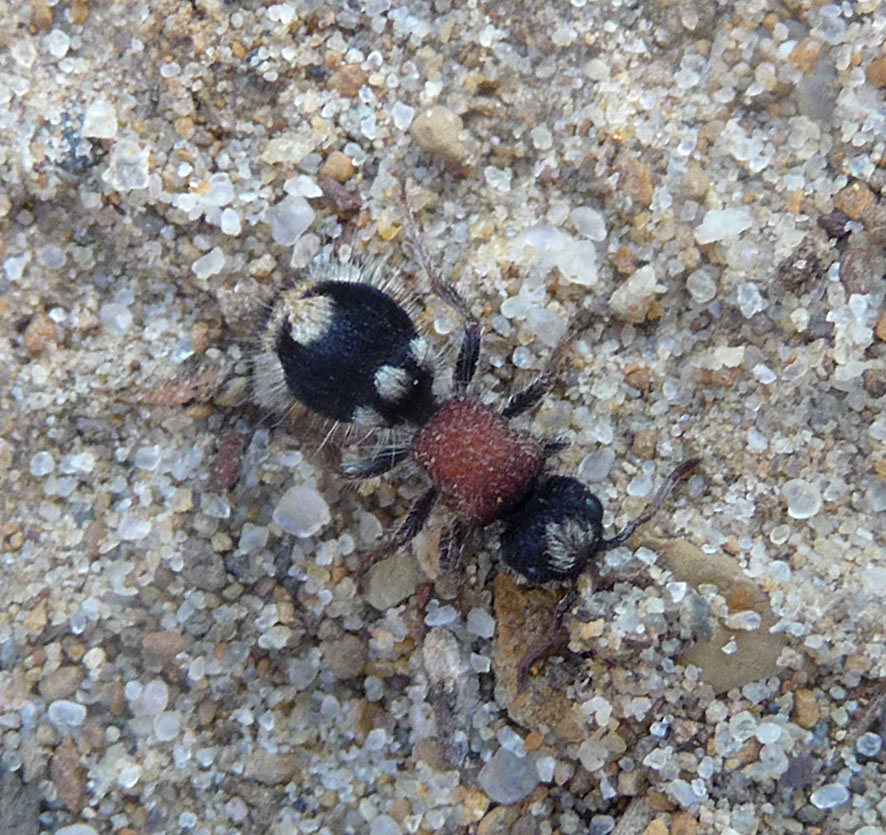
Ronisia barbarula
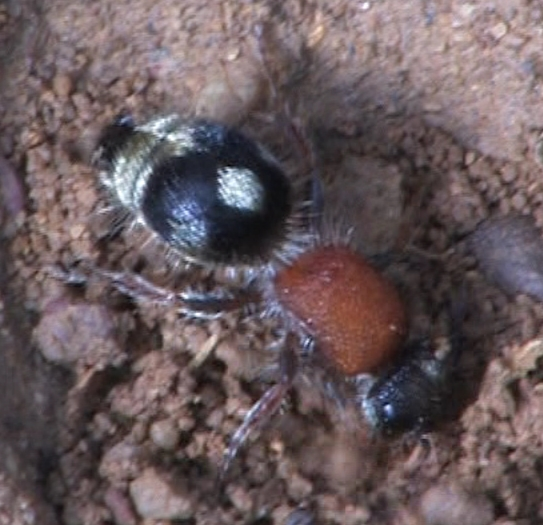
Nemka viduata